# Зігфрід Штріцль
Зігфрід Штріцль (англ. Siegfried Stritzl, 12 квітня 1944 — 3 листопада 2022) — американський футболіст німецького походження, що грав на позиціях захисника і півзахисника, у тому числі за національну збірну США.
Переможець Північноамериканської футбольної ліги.

## Клубна кар'єра
Народився 1944 року у Європі, за деякими даними на території Югославії, звідки у повоєнні роки перебрався до США.
У дорослому футболі дебютував 1961 року виступами за команду німецької діаспори «Блау-Вайсс Готтше», в якій провів сім років, після чого 1969 року грав на рівні Північноамериканської футбольної ліги за «Балтимор Бейз».
Згодом 1970 року знову грав за «Блау-Вайсс Готтше», а наступного року перейшов до клубу «Нью-Йорк Космос». Провів у нью-йоркській команді заключні три сезони своєї ігрової кар'єри. 1972 взяв участь в 11 іграх команди в рамках Північноамериканської футбольної ліги, забивши один гол і допомігши «Космосу» стати переможцем цього головного футбольного змагання на теренах Північної Америка.

## Виступи за збірну
1968 року дебютував в офіційних матчах у складі національної збірної США.
Загалом протягом кар'єри у національній команді, яка тривала 6 років, провів у її формі 11 матчів, забивши 2 голи.

## Титули і досягнення

### Командні
- Переможець Північноамериканської футбольної ліги (1):

«Нью-Йорк Космос»: 1972